# Cercado (Beni)
Cercado is een provincie in het departement Beni in Bolivia. De provincie heeft een oppervlakte van 12.276 km² en heeft 111.624 inwoners (2012). De hoofdstad is Trinidad.
Cercado is verdeeld in twee gemeenten:
- Trinidad
- San Javier

Cercado · 
Iténez · 
José Ballivián · 
Mamoré · 
Marbán · 
Moxos · 
Vaca Díez · 
Yacuma